# Гаррієт Андерссон
Андерссон Гаррієт (швед. Harriet Andersson; нар. 14 лютого 1932) — шведська кіноактриса. Дружина фінського та шведського кінорежисера Йорна Доннера.
Ролі у психологічних драмах: Інгмара Берґмана «Літо з Монікою», «Усмішки літньої ночі», «Як у дзеркалі», «Шепіт і крик», «Фанні та Олександр», Йорна Доннера «Неділя у вересні», «Кохати».

## Фільмографія
- 1952 — Літо з Монікою
- 1953 — Вечір блазнів
- 1953 — Sawdust and Tinsel
- 1954 — Урок кохання / A Lesson in Love
- 1955 — Жіночі мрії
- 1955 — Усмішки літньої ночі
- 1956 — Last Pair Out
- 1961 — Як у дзеркалі / Through a Glass Darkly
- 1961 — To Love (укр. Кохати)
- 1964 — Loving Couples
- 1964 — Не кажучи про всіх цих жінок / All These Women
- 1966 — The Deadly Affair
- 1967 — People Meet and Sweet Music Fills the Heart
- 1972 — Шепіт і крик
- 1982 — Фанні та Олександр
- 2003 — Доґвіль
- 2003 — Вік — невідомий (міні-серіал)